# کوسکووو
کوسکووو (به لهستانی:  Koskowo) یک روستا در لهستان است که در گمینا ستار لوبوتنگ واقع شده‌است.